# Даяо
25°43′30″ пн. ш. 101°19′18″ сх. д. / 25.72495° пн. ш. 101.32173° сх. д.
Даяо (кит. 大姚县, пін. Dàyáo Xiàn) — один із повітів КНР у складі Чусюн-Їської автономної префектури, провінція Юньнань. Адміністративний центр — містечко Цзіньбі.

## Географія
Даяо лежить на висоті близько 1860 метрів над рівнем моря на півночі Юньнань-Гуйчжоуського плато. Північним кордоном повіту слугує річка Цзіньша.

### Клімат
Повіт знаходиться у зоні, котра характеризується океанічним кліматом субтропічних нагір'їв. Найтепліший місяць — червень із середньою температурою 21,1 °C. Найхолодніший місяць — грудень, із середньою температурою 8,8 °С.
| Клімат повіту Даяо      | Клімат повіту Даяо | Клімат повіту Даяо | Клімат повіту Даяо | Клімат повіту Даяо | Клімат повіту Даяо | Клімат повіту Даяо | Клімат повіту Даяо | Клімат повіту Даяо | Клімат повіту Даяо | Клімат повіту Даяо | Клімат повіту Даяо | Клімат повіту Даяо | Клімат повіту Даяо |
| Показник                | Січ.               | Лют.               | Бер.               | Квіт.              | Трав.              | Черв.              | Лип.               | Серп.              | Вер.               | Жовт.              | Лист.              | Груд.              | Рік                |
| Середній максимум, °C   | 16,9               | 18,7               | 21,8               | 24,8               | 26,2               | 26,2               | 25,4               | 25,4               | 24                 | 22,4               | 19,4               | 17                 | 22,4               |
| Середня температура, °C | 9,2                | 11,4               | 14,7               | 17,7               | 19,9               | 21,1               | 20,6               | 19,9               | 18,2               | 16                 | 11,7               | 8,8                | 15,8               |
| Середній мінімум, °C    | 1,8                | 4,2                | 7,6                | 10,9               | 14,5               | 17,2               | 17,3               | 16,3               | 14,6               | 11,7               | 5,9                | 2,1                | 10,3               |
| Норма опадів, мм        | 9.1                | 8.2                | 10.7               | 16.1               | 66.7               | 127.4              | 196                | 158.7              | 124.2              | 72.4               | 23.5               | 6.7                | 819.7              |
| Вологість повітря, %    | 56                 | 48                 | 46                 | 48                 | 58                 | 71                 | 79                 | 82                 | 82                 | 78                 | 72                 | 66                 | 65.5               |
| ----------------------- | ------------------ | ------------------ | ------------------ | ------------------ | ------------------ | ------------------ | ------------------ | ------------------ | ------------------ | ------------------ | ------------------ | ------------------ | ------------------ |
| Джерело: data.cma.cn    |                    |                    |                    |                    |                    |                    |                    |                    |                    |                    |                    |                    |                    |